# 三國會要 (楊晨)
《三國會要》，清代楊晨撰，二十二卷。
三國會要分帝系、曆法、天文、五行、方域、職官、禮、樂、學校、選舉、兵、刑、食貨、庶政、四夷等15門。繆荃孫另有《補三國會要》。又錢儀吉譔《三國會要》